# CotCotCot éditions
CotCotCot éditions, souvent abrégé en CotCotCot, est une maison d'édition indépendante située à Bruxelles créée en 2011 par Odile Flament.  Elle publie des ouvrages pour la jeunesse aux formats papier et numérique qui abordent fréquemment des thématiques sociales comme l'illettrisme ou la migration.

## Historique
À leur lancement en 2011, les éditions CotCotCot se spécialisent dans les livres numériques sous le nom de Cotcotcot.apps. Elles proposent plus précisément des livres-applications disponibles sur iPad, iPhone et iPod,. Le premier titre de leur catalogue, On tient la forme ! de Cécile Eyen est ainsi une « une application pour iPad » qui associe « récit bilingue [et] activités d’apprentissage ».
En 2012, le livre-application Bleu de toi de Dominique Maes fait connaître la maison davantage : il obtient le prix Dem@in le livre en 2013 et une exposition lui est consacré en octobre 2015 à l'ancien hôtel communal de Laeken. En 2020, la maison d'édition prend la décision d'interrompre la mise à jour de l'application sur l'App Store,.
En 2017, CotCotCot se lance dans l'édition au format papier à l'occasion de la sortie de l'album Ma mamie en poévie de François David et Elis Wilk, précédemment publié au format EPUB. À partir de cette publication, le catalogue se réoriente vers le papier en proposant des albums, des hors-formats, des romans et des romans graphiques,.
En octobre 2020, naît le collectif Ła petite feuille de ¢hou dont fait partie CotCotCot aux côtés de Kate'Art, Versant Sud Jeunesse, Esperluète et À pas de loups. Fédérant cinq maisons d'édition belges francophones indépendantes « fondées et dirigées par des éditrices », ce collectif cherche à mettre en avant la littérature jeunesse et le métier d'éditrice. Leur activité principale est la publication d'une revue numérique gratuite aussi appelée Ła petite feuille de ¢hou. Une journée d'étude lui est consacré en novembre 2021 à l'initiative de la Bibliothèque Centrale du Hainaut et le Centre de littérature Jeunesse André Canonne à La Louvière.
Avec le lancement de la collection Combats en 2022, la maison d'édition confirme son engagement sur des thèmes militants comme l'urbanisation, la décroissance et la crise financière.

## Collections
- « Les Carnets » qui réunit des collaborations entre poésie et recherche graphique
- « Combats », une collection de romans engagés pour les 10–15 ans[19]
- « Matière vivante » qui allie recherche poétique et écologie
- « Les Randonnées Graphiques » qui regroupe les romans graphiques édités par la maison
- « Écrire et lire deux fois », une collection de textes poétiques illustrés

## Quelques publications primées
- Je connais peu de mots d'Elisa Sartori, prix de la première œuvre en littérature de jeunesse de la Fédération Wallonie-Bruxelles 2021[20]
- Comment mettre une baleine dans une valise ? de Guridi, prix Libbylit 2022 de la section belge francophone de l'IBBY dans la catégorie « album »[21]
- Tant qu'on l'aura sous les pieds de Chloé Pince, sélectionné pour le prix The White Ravens 2023 de l'International Youth Library[22]
- On joue à cache-cache ? de Léa Viana Ferreira, prix Lu & Partagé de la Fondation Battieuw-Schmidt dans la catégorie « Jeune Talent »[23]